# 13560 La Perouse
13560 La Perouse este o planetă minoră (asteroid), cu un diametru de 9,042 km, din centura de asteroizi. A fost descoperită pe 2 septembrie 1992 la Observatorul European Austral de Eric Walter Elst și a fost numită după Jean-François de La Pérouse⁠(d). 
Obiectul prezintă o orbită caracterizată de o semiaxă mare de 3,0419275 UAi, o excentricitate de 0,09, o înclinație de 9,49355 ° în raport cu ecliptica.